# 北投社
北投社為台灣原住民平埔族之巴賽族中的大社，大致分布於今台北市北投區、新北市淡水區北投里等地。16世紀末明代文獻、17世紀初西班牙、荷蘭文獻即有此社盛產硫磺的記載，伊能嘉矩記載巴賽語為女巫的意思，經猜測，是因為該地為硫磺產地，煙孔瀰漫似乎有女巫出現而得名，清治時以台語「北投」音譯。

## 概要
16世紀末，明代文獻記載雞籠、淡水產有大量硫黃，原住民開採與漢人交換舊破衣物；17世紀初，西班牙文獻記載此地為、，是約有八、九村社組成的大社，該地硫磺谷產有大量的硫磺，在西班牙人來到之前，社人即有開採硫礦進行交易，故較為富有，耶士基佛（Jacinto Esquivel）神父前往宣教與學習當地語言。:290-2921641年荷蘭人攻打雞籠並與淡水居民締和，1642年攻下雞籠，淡水地區的北投社等社群代表前往雞籠締和，荷蘭文獻記載此地為等拼寫，翁佳音認為即為清代文獻所記的「外北投」（又稱北投仔，今淡水北投里）、「內北投」（今北投區）。1646年前後的一份淡水、武𠯿灣兩河流域各村首長名及戶口表記載，（北投社）的頭目名，計有39戶，134人；1647年以後戶口表中計有1647年：139人 （39戶）、1648年：134人（39戶）、1650年：150人（38戶）、1654年：125人（33戶）、1655年：83人（22戶）。:69,74-77
17世紀末，郁永河《裨海記遊》中指出北投社的兩百戶人家，為主宰該地數十平方公里的唯一族群。
18世紀後，漸有漢人移民在此建立北投庄。平埔族區分為漢化的內北投社與較少與漢人聯繫的外北投社。不過兩者，均在19世紀末被漢化。台灣日治時期知名的人類學家伊能嘉矩於1897年的田野調查中就發現，北投社平埔族民住家多為土角厝、茅草為頂的台灣式農家。穿的是漢式衣服，食用漢式飲食，也使用福佬話。

## 外部連結
- 北投社-凱達格蘭族分類之初探